# Eutolmus stratiotes
Eutolmus stratiotes là một loài ruồi trong họ Asilidae. Eutolmus stratiotes được Gerstaecker miêu tả năm 1862. Loài này phân bố ở vùng Cổ Bắc giới.